# Joe Hill (związkowiec)
Joe Hill, właśc. Joel Emanuel Hägglund (ur. 7 października 1879 w Gävle, zm. 19 listopada 1915) – amerykański pieśniarz, działacz związkowy, członek Robotników Przemysłowych Świata (IWW), poeta, dramaturg.

## Wczesne lata życia
Urodził się w Gävle w środkowej Szwecji. Ojciec pracował jako konduktor kolejowy i, gdy zmarł w 1887, na matkę spadł ciężar utrzymania dziewięciorga dzieci. Po śmierci matki w 1902 Joel wyjechał do Ameryki wraz ze starszym o 2 lata bratem. Był to okres masowej emigracji zarobkowej ze Szwecji. Pracował jako doker i robotnik sezonowy. W 1910, kiedy pracował w dokach Los Angeles, wstąpił do związku Robotników Przemysłowych Świata. Jako działacz IWW rozwinął swoje talenty muzyczne, tworzył pieśni, w których opisywał niedolę robotników i wzywał do walki o swoje prawa. Jego najbardziej znane piosenki to: The Preacher and the Slave, The Tramp, There Is Power in a Union, Rebel Girl i Casey Jones-Union Scab.
Joe Hill podróżował z nimi po całych Stanach Zjednoczonych, parając się dorywczymi pracami po drodze. Piosenki Hilla przyniosły wielką popularność IWW i przyczyniły się do wzrostu liczebności jego członków.

## Proces i egzekucja
Pod koniec 1913 Hill zatrudnił się jako pracownik fizyczny w mieście Park City, koło Salt Lake City. 10 stycznia dwóch zamaskowanych bandytów zastrzeliło właściciela sklepu rzeźniczego w Salt Lake City, Johna Morrisona i jego syna. Podczas napadu nic nie ukradziono; policja podejrzewała, że motywem bandytów była zemsta, gdyż John Morrison był wcześniej policjantem i miał wielu wrogów. Podczas ucieczki jeden z bandytów został postrzelony.
Tego samego dnia z raną postrzałową zgłosił się do lekarza Joe Hill; twierdził, że został ranny podczas kłótni o kobietę, jednak odmówił podania jej nazwiska. Policja początkowo nie wiązała Hilla z zabójstwem Morrisonów, aresztowała za to kilku innych podejrzanych. Niespodziewanie jednak parę dni później został on aresztowany pod zarzutem morderstwa. W czasie przeszukania domu Hilla policjanci znaleźli czerwoną chustę, podobną do tej jaką maskowali się przestępcy podczas napadu. Zarekwirowano również płaszcz Hilla, który został przedziurawiony przez kulę.
Hill twierdził, że został postrzelony, gdy miał ręce podniesione ponad głową. Potwierdził to eksperyment na sali sądowej – dziura w płaszczu była wyżej niż jego rana. Obrona podnosiła, że Hill nie znał Morrisona i nie miał żadnego powodu, aby go zabijać. Obrońcy zwracali uwagę na to, że w tym samym dniu w Salt Lake City zgłosiło się do szpitala czterech innych mężczyzn z ranami postrzałowymi.
Początkowo główni świadkowie, żona Morrisona, Merlin, oraz jego brat, twierdzili z całą stanowczością, że żaden z bandytów nie przypominał Hilla. Niespodziewanie podczas procesu zmienili zeznania, wskazując na Hilla jako na sprawcę napadu. Ława przysięgłych po kilku godzinach ogłosiła wyrok skazujący. Proces stał się najważniejszym wydarzeniem medialnym. Rząd Szwecji i prezydent USA Woodrow Wilson zaapelowali do władz stanu o łaskę dla skazanego.
W czasie procesu apelacyjnego Orrin N. Hilton, prawnik reprezentujący Hilla, stwierdził, że „jedyną rzeczą, jaką państwo ma na Hilla, jest fakt, że jest on członkiem IWW, i dlatego może on być pewny, że zostanie uznany winnym”. W sądzie apelacyjnym podtrzymano orzeczenie.
19 listopada 1915 Joe Hill stanął przed plutonem egzekucyjnym.
Jak się później okazało, do skazania Hilla dążyli bogaci właściciele fabryk, tzw. Miedziowi Bossowie ze stanu Utah. Naciskali oni prokuratora, by zrobił wszystko, żeby Hill został skazany. Po drugiej wojnie światowej władze stanu Utah uznały, że proces Hilla nie był uczciwy i według standardów prawa nie powinien on zostać skazany na podstawie takich dowodów.

## Joe Hill jako symbol
Po egzekucji Joe Hill stał się symbolem walki związkowej; jego portrety zdobią ściany lokali związkowych w całych Stanach Zjednoczonych.
W 1930 amerykański poeta Alfred Hayes napisał wiersz I Dreamed I Saw Joe Hill Last Night; w 1936, z muzyką Earla Robinsona, stał się on popularną pieśnią. Była wykonywana m.in. przez Joan Baez i Paula Robesona. W latach 60. pieśń zainspirowała Boba Dylana, który napisał utwór I Dreamed I Saw St. Augustine.
Piosenkę poświęconą procesowi Hilla, pt. By and By, w 2005 nagrał zespół Chumbawamba.
Sprawę Hilla opisał w swojej książce 1919 John Dos Passos.
Joe Hill był wzorem dla wybitnych piosenkarzy folkowych i działaczy związkowych – Woody’ego Guthriego i Pete’a Seegera.
Chris #2, który walczy o prawa człowieka, często jest widywany w koszulce z podobizną Hilla. Zespół, w którym gra – Anti-Flag – wspomina Joego w piosence 1915.